# Dmitri Jurjewitsch Kondratjew
Dmitri Jurjewitsch Kondratjew (russisch Дмитрий Юрьевич Кондратьев; * 25. Mai 1969 in Irkutsk, Russische SFSR) ist ein ehemaliger russischer Kosmonaut.
Kondratjew nahm schon in seiner Jugend Flugstunden in einem Luftfahrtverein in Alma Ata. Im Jahr 1986 schloss er seine Ausbildung in einer Oberschule in Alma Ata ab, woraufhin er in eine Pilotenschule der sowjetischen Luftwaffe eintrat. Nach seinem Abschluss im Jahr 1990 diente Kondratjew mehrere Jahre als Pilot für die russischen Luftstreitkräfte. In dieser Zeit flog Kondratjew sieben verschiedene Flugzeugtypen wie den Abfangjäger MiG-21 sowie die Luftüberlegenheitsjäger MiG-29 und Su-27. Des Weiteren ist Kondratjew mit über 150 absolvierten Sprüngen Ausbilder zum Fallschirmspringen. Bei seiner Aufnahme in das Kosmonautenteam hatte er den Rang eines Obersten inne.

## Raumfahrertätigkeit
Kondratjew wurde im Dezember 1997 zum Juri-Gagarin-Kosmonautentrainingszentrum in Swjosdny Gorodok nahe Moskau berufen, wo er eine zweijährige Ausbildung zum Testkosmonauten absolvierte. Später war er für die Reservemannschaft der fünften Langzeitbesatzung der Internationalen Raumstation (ISS) eingeteilt. Er war Ersatzmann für Sergei Treschtschow, der Mitte 2002 als Bordingenieur zur ISS startete. Im Anschluss daran sollte Kondratjew den ursprünglichen Planungen zufolge als Flugingenieur der Expedition 13 fungieren. Im Zuge des Columbia-Unglücks wurde die Mission jedoch dem europäischen Astronauten Thomas Reiter zugeteilt, so dass Kondratjew von Mai 2006 bis April 2007 als Betriebsdirektor der russischen Raumfahrtagentur im Johnson Space Center der NASA in Houston arbeitete.
Kondratjew war Mitglied der Unterstützungsmannschaft für die ISS-Expedition 19, danach wurde er im Mai 2007 Ersatzmann für Roman Romanenko als Kommandant von Sojus TMA-15 und Bordingenieur der ISS-Expeditionen 20 und 21.
Er trainierte zudem für einen Aufenthalt an Bord der Internationalen Raumstation. Ursprünglich war er als Bordingenieur der ISS-Expeditionen 25 und 26 vorgesehen, im Oktober 2009 wurde jedoch bekannt gegeben, dass Kondratjew in der Expedition 26 Bordingenieur und in der ISS-Expedition 27 Kommandant sein wird. Während der Vorbereitung der ISS-Expeditionen 24 und 25 war er Ersatz für Sojus-Kommandant Fjodor Jurtschichin.
Am 15. Dezember 2010 startete er als Kommandant des Raumschiffs Sojus TMA-20 zur ISS. Am 21. Januar 2011 unternahm er zusammen mit Oleg Skripotschka seinen ersten Außenbordeinsatz. Am 16. Februar 2011 unternahm er ebenfalls mit Skripotschka seinen zweiten Weltraumausstieg. Dabei wurden der russische Stationsteil weiter ausgerüstet sowie mehrere Experimente montiert bzw. geborgen.
Mit der Abkopplung von Sojus TMA-01M am 16. März 2011 übernahm Kondratjew das Kommando der ISS-Expedition 27. Sie endete mit der Abkopplung von Sojus TMA-20 am 23. Mai 2011. Einige Stunden später, am 24. Mai 2011 um 02:27 UTC landete Kondratjew mit Coleman und Nespoli in Kasachstan.